# 블랙아로와나
블랙아로와나(학명: Osteoglossum ferreirai) 또는 검은골설어는 남아메리카 원산의 민물고기로, 골설어목 골설어과에 속한다. 실버아로와나와 마찬가지로 관상어로서의 가치가 높으며, 몸길이 1m에 달하는 대형 어종이다. 주로 아마존강의 지류인 브랑코 강에서 서식한다.

## 같이 보기
- 녹미어